# Gitte Ørskou
Gitte Ørskou (født 18. oktober 1971) er en dansk kunsthistoriker og direktør for Moderna Museet i Stockholm.
Ørskou er opvokset i Frejlev og blev student fra Aalborg Katedralskoles billedkunstlinje i 1990. Hun er mag.art. i kunsthistorie fra Aarhus Universitet i 2000 og blev samme år ansat som inspektør ved Esbjerg Kunstmuseum. Fra 2001-2009 var hun inspektør hhv. overinspektør ved ARoS Aarhus Kunstmuseum. Fra 2009-2019 var hun direktør for Kunsten Museum of Modern Art Aalborg. I september 2019 tiltrådte hun som direktør for Moderna Museet i Stockholm.
I studietiden var hun bl.a. kunstanmelder ved Information og redaktør på kunsttidsskriftet Passepartout

## Bestyrelsesarbejde
Gitte Ørskou var formand for Statens Kunstfond (2013-2017) og medlem af bestyrelserne for bl.a. 
- Spar Nord Fonden
- Aarhus Universitet
- Aarhus Festuge
- Det Jyske Kunstakademi
- Kulturmødet Mors
- Organisationen Danske Museer (næstformand)
- Overgaden. Insitut for samtidskunst

## Udmærkelser
- Carl Jacobsens Museumsmandslegat 2017 (150.000 DKK)[2]